# Chris Paul
Christopher Emmanuel Paul (* 6. května 1985, Lewisville, Severní Karolína, USA) je profesionální americký basketbalista, který v současnosti háji barvy týmu Golden State Warriors v Národní Basketbalové Asociaci (NBA). Do velkého světa basketbalu vstoupil v roce 2005, kdy si jej jako celkově 4. hráče vybral tým New Orleans Hornets. Hned po začátku své kariéry v NBA začal sbírat různá ocenění, ve své premiérové sezoně získal například cenu pro nejlepšího nováčka, ve stejném roce byl také vybrán do nejlepšího týmu sestaveného z hráčů draftovaných ve stejném roce, ale ocenění zdaleka převyšujícího ostatní se mu dostalo až v roce 2008. V tomto roce byl poprvé vybrán do prestižní NBA All-Star Game, tedy Utkání hvězd NBA, kde o konečném složení dvou soupeřících týmů východní a západní konference rozhodují fanoušci.